# سد الحفاة
سد الحفاة أو سد الحفة هو سد إملائي ترابي (ركامي) في المملكة العربية السعودية افتتح في عام 1981 ويقع في منطقة عسير. الغرض الرئيسي من السد هو استعاضة الآبار الجوفية في المنطقة.

## الموقع
يقع سد الحفاة في وادي أعالي قرية الحفاة آل زيان التي تبعد عن مركز بللحمر بمسافة 18 كيلومتر.

## الخصائص
أنشئ سد الحفاة من نوع إملائي ترابي من أجل استعاضة الآبار الجوفية في المنطقة وتأمين مياه الشرب والري والاستفادة من موارد المياه في الوادي، وقد بلغ طول السد 130 مترًا بارتفاع بلغ 20 مترًا بسعة تخزينية تفوق 500 ألف متر مكعب

## المتنزهات
بالقرب من السد يوجد متنزه ظبي والذي يعتبر من أهم المتنزهات التي تحتضنها بللحمر وهو متنزه يقع في قرى آل زيان فيه اودية وشعاب جميلة مطلة على سد الحفاة وكذلك متنزه حباب وهو ملاصق للسد يطل عليه من الناحية الشمالية.